# 鴨直氏
鴨直氏（かものあたいうじ）は、鴨（かも）を氏の名、直（あたい）を姓とする日本の氏族。

## 概要
平城京跡出土の木簡（735年（天平7年）から747年（天平19年）までの間の木の札）に、「備前国児嶋郡賀茂郷・鴨直君麻呂調塩三斗」 と墨で書かれたものがある。賀茂郷の鴨の君麻呂という豪族が、三斗という大量の塩を奈良に送っており、鴨神社の荘園の預り主であったということが窺える。なお、当時の賀茂郷が現在の荘内と宇野・玉・日比・渋川までの範囲であり、南北共に海に面していた。当時の製塩土器である師楽式土器の分布状態から見ると、南岸で製塩されたものとされているが、下加茂村は北岸という地理的利便性から、こちら側でも製塩されたものと思われる。
1903年（明治36年）まで児島郡に上加茂村と下加茂村があったが、合併して荘内村となった。なお、鴨神社や加茂神社があり、両神社の間を鴨川が流れている。特に鴨神社は平安期初頭に創建され、大和国葛上郡加茂の高鴨神社から味鋤高日子根命を祭神として勧請した。延喜初年の創建とされる児島郡内最古の神社であり、延喜式神名帳では備前国式内23社の内の1社である。
備中連島（戦国時代以前は備前国児島郡都羅郷）の、連嶋町史（昭和31年発行、発行者　連島町誌編纂会）第八章　連島の古城址に、北茂城の城主として、1735年（享保20年）に編纂された『古戦場備中府志』（平川親忠著）巻の五　浅口郡の条下には、当城主に吉備大臣の嫡孫右京大夫光栄としている。伝云、孝謙天皇天平勝宝四年五月賀茂朝臣を賜る、天文暦数を掌る、一家両道を兼ねて宝器を保つ、暦道を以て其子光栄に伝へ天文道を以て弟子安部の晴明に伝う、自此己後両道相分つ云々と記述されている。この伝云う記事は『右大臣吉備公傳纂釈』より引用したものと思われ、重野安繹『右大臣吉備公傳纂釈』（『岡山県通史』上編374頁　編著永山卯三郎）には、或いは伝う陰陽道博士賀茂保憲は吉備公の裔なり、天文博士を兼ね、973年 - 975年（天延中）に暦を造り暦道を其子光栄に伝へ天文道を安部晴明に伝うとの記事があることから、右京大夫光栄は賀茂光栄であったことになるが、納得し兼ねるとしている。